# 304 v.Chr.
Het jaar 304 v.Chr. is een jaartal volgens de christelijke jaartelling.

## Gebeurtenissen

### Egypte
- Ptolemaeus (304 - 285 v.Chr.), bijgenaamd Soter (= de Redder) wordt stichter en eerste farao van de Ptolemaeën.
- Ptolemaeus I maakt Alexandrië tot hoofdstad en grootste metropool van de wereld.

### Italië
- Agathocles (304 - 289 v.Chr.) wordt koning van Syracuse en heerser over het oostelijk deel van Sicilië.
- Agathocles vormt een democratisch bestuur en verovert de Eolische Eilanden.
- Rome breidt zijn territorium uit en verovert Campania. De Romeinen heersen nu over een gebied van 24.000 km².

### Griekenland
- In Macedonië worden van Alexander IV van Macedonië nog steeds officiële documenten gedateerd.
- Seleucus I Nicator krijgt van de Indische vorst Chandragupta Maurya 500 krijgsolifanten als geschenk.
- Antigonus I sluit een vredesverdrag met Rodos en Demetrius Poliorcetes krijgt vanwege zijn aandeel tijdens het beleg de bijnaam "Stedendwinger".
- Demetrius Poliorcetes verslaat het Macedonische leger van Cassander in Attika en verovert Chalkis.
- Op Rodos begint men met de bouw van de Kolossus van Rodos, een van de zeven wereldwonderen. Het beeld is 32 meter hoog en wordt dicht bij de haven geplaatst.

### India
- Keizer Chandragupta Maurya trouwt een dochter van Seleucus I en verovert Afghanistan, Beloetsjistan en Gandhara.

## Geboren
- Asoka (~304 v.Chr. - ~231 v.Chr.), keizer van India

## Verschenen
- Legis actiones en dies fasti et nefasti van de jurist Gnaius Flavius later bekend als ius Flavianum.